# Заборов'я (Островський район)
Заборов'я (рос. Заборовье) — присілок в Островському районі Псковської області Російської Федерації.
Населення становить 260 осіб. Входить до складу муніципального утворення Горайська волость.

## Історія
Від 2015 року входить до складу муніципального утворення Горайська волость.

## Населення
| 2001 | 2002 | 2010 |
| ---- | ---- | ---- |
| 333  | ↘249 | ↗260 |